# سیارک ۱۵۵۰۱
سیارک ۱۵۵۰۱ (به انگلیسی: 15501 Pepawlowski، نامگذاری:1999NK10) پانزده هزار و پانصد و یکمین سیارک کشف شده‌است که در ۱۳ ژوئیه ۱۹۹۹ کشف شد.
قدر مطلق سیارک برابر ۱۹٫۵ است.